# Evropský systém pro obchodování s emisemi

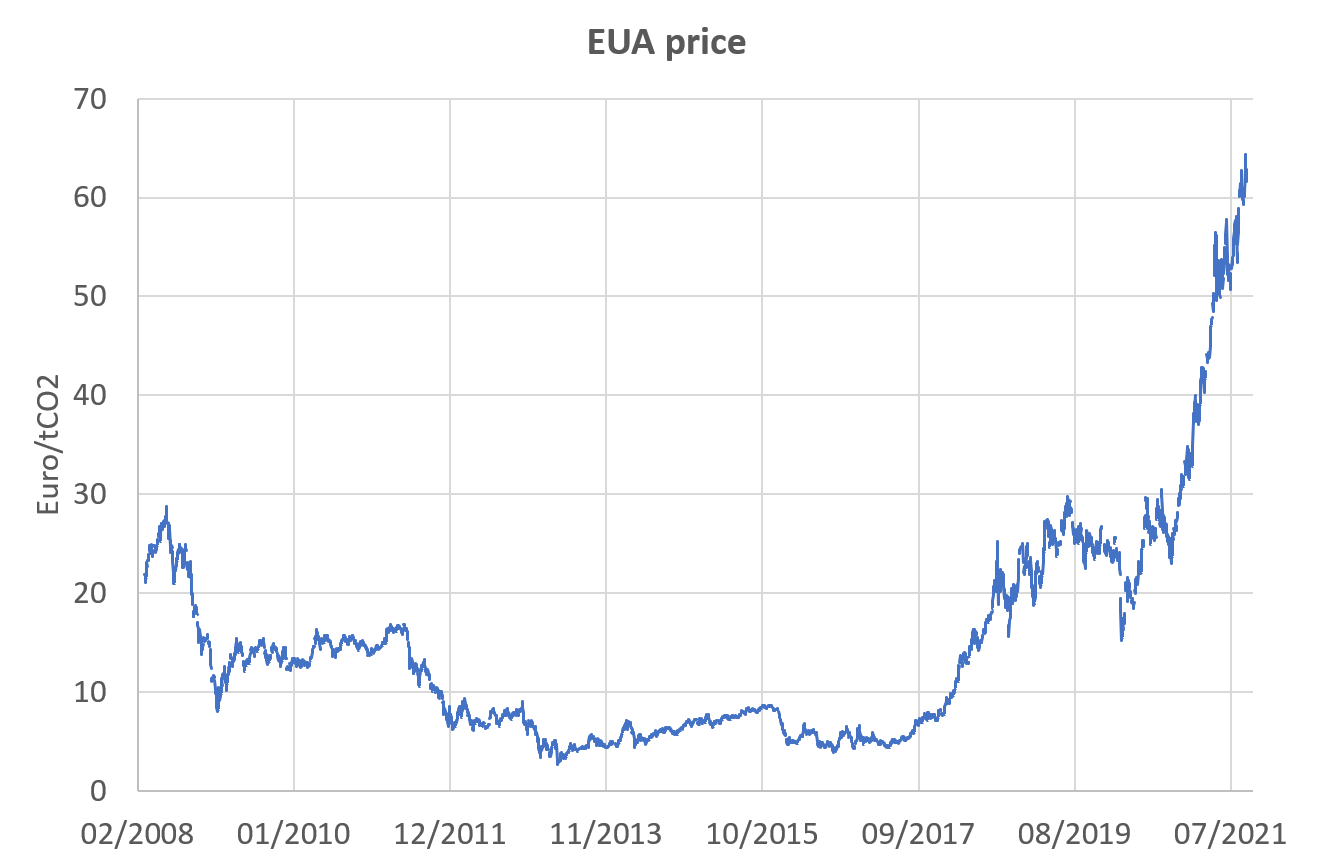
Vývoj ceny emisních povolenek v rámci obchodování s emisemi v EU

Evropský systém pro obchodování s emisemi (EU ETS) je nástrojem politiky EU v oblasti klimatu, jehož cílem je snížit emise skleníkových plynů (např. CO2) s co nejnižšími ekonomickými náklady vydáním omezeného počtu emisních povolenek a jejich následným obchodováním na trhu. EU ETS je první přeshraniční a největší systém obchodování s emisemi na světě. Byl přijat Evropským parlamentem a Evropskou radou v roce 2003 a vstoupil v platnost 1. ledna 2005. Evropský systém obchodování s emisemi je také předstupněm možného celosvětového systému. V současné době zahrnuje a omezuje emise oxidu uhličitého z přibližně 11 000 zařízení ve 30 evropských zemích (27 států EU a Lichtenštejnsko, Island a Norsko a Švýcarsko) při výrobě elektřiny a v některých průmyslových odvětvích, např. v cementárnách.
Systém je založen na tom, že provozovatel zařízení, na které se vztahuje, musí předložit platnou povolenku na každou tunu vypouštěného CO2 a že je k dispozici pouze omezené množství („strop“) nových povolenek ročně. Část povolenek je provozovatelům elektráren přidělena bezplatně, zbývající množství je draženo. S povolenkami lze obchodovat, tj. provozovatelé mohou prodat přebytečné povolenky nebo si musí koupit další, které potřebují. Emise tak dostávají cenu a provozovatelé zařízení jsou motivováni ke snižování emisí.
V roce 2013 činil limit 2 084 milionů certifikátů. Toto množství se do roku 2020 snižovalo o 1,74 % ročně a od roku 2021 o 2,2 % ročně. Systém v současnosti pokrývá přibližně 45 % emisí klimatických plynů vyprodukovaných v EU. Bezplatné přidělování povolenek je založeno na principech upravených v celé EU. Stále větší podíl povolenek je prodáván formou aukce (v roce 2013 to bylo 40 %). Prostřednictvím mechanismu čistého rozvoje mohly společnosti získávat povolenky do roku 2020 investicemi do opatření na snížení emisí mimo území EU. Od roku 2021 již tato možnost neexistuje; klimatických cílů EU musí být dosaženo v rámci EU.
Obchodování s emisemi probíhá ve víceletých obchodních obdobích (nazývaných také alokační období), aby se vyrovnaly výkyvy způsobené například extrémními povětrnostními podmínkami (například mírné zimy znamenají nižší emise) a aby se vytvořila dlouhodobá investiční jistota. Do roku 2020 byly dokončeny pilotní fáze I (2005–2007), fáze II (2008–2012) a fáze III (2012–2020). Od třetí fáze (2013–2020) přiděluje emisní povolenky Evropská komise centrálně, nikoliv jednotlivé státy. Za tuto oblast je zodpovědný komisař pro ochranu klimatu.
Environmentální účinnost obchodování s emisemi v EU je sporná. Zejména nadměrná nabídka certifikátů v kombinaci s cenou certifikátu ve třetí fázi, která byla částečně nižší než pět eur za tunu CO2, vyvolala pochybnosti o tom, zda je obchodování s emisemi schopno stimulovat nezbytné dlouhodobé investice do technologií šetrných ke klimatu. Poté, co se cena od roku 2012 do konce roku 2017 pohybovala pod 10 EUR, v roce 2018 vzrostla a na začátku a na konci roku 2019 se pohybovala mezi 19 a 25 EUR a v červenci dosáhla rekordní výše přes 28 EUR za tunu CO2. Od té doby, se ztrátami během první vlny pandemie covidu, cena prudce vzrostla. Čtvrtá fáze (2021-2030) obchodování s emisemi EU začala s počátkem roku 2021 a ceny se tím prudce zvýšily. Na začátku září 2021 dosáhla nového maxima 62 eur za tunu CO2. Pro rok 2022 byl odhadován velký vliv povolenek na průmysl. Kromě toho, že začala platit rezerva tržní stability, to mohlo být způsobeno zejména tím, že evropské obchodování s emisemi se stále více stává investicí pro banky, hedgeové fondy a spekulanty.
Roku 2023 byl parlamentem odhlasován systém ETS II. Od roku 2027 by se emisně zpoplatnilo vytápění budov a paliva v dopravě. Bylo by také zavedeno uhlíkové clo.

## Přehled

### Pozadí a historie
Evropský systém pro obchodování s emisemi vzniknul až po dvou neúspěšných pokusech: Evropská komise chtěla původně zavést daň z uhlíku a energie již na počátku 90. let. Návrh však neprošel kvůli odporu členských států, které jej považovaly za vstup do vybírání daní ze strany EU, což by zasáhlo do klíčové oblasti jejich národní suverenity. Druhý neúspěch se týká značného, ale nakonec neúspěšného odporu delegace EU proti zakotvení obchodování s emisemi v jednáních o Kjótském protokolu v letech 1995–1997. Zejména USA trvaly na tom, aby byly do Kjótského protokolu zahrnuty „flexibilní mechanismy“, které zahrnovaly obchodování s emisemi, a nakonec se jim to podařilo. V souvislosti s tímto vývojem se v Komisi změnil názor a Komise zahájila koncepční práce na pozdějším systému EU ETS.
V Kjótském protokolu z roku 1997 se Evropská unie zavázala snížit průměrné emise skleníkových plynů do let 2008–2012 o osm procent oproti úrovni z roku 1990, aby se zabránilo globálnímu oteplování. V souladu se zásadou sdílení zátěže si členské státy EU tento průměrný cíl snížení rozdělily mezi sebe. Například Německo se zavázalo snížit emise skleníkových plynů o 21 %, Velká Británie o 12,5 %, Francie měla stabilizovat své emise na úrovni roku 1990 a Španělsko mohlo své emise ještě zvýšit o 15 %. Podle jednostranného závazku EU se mají emise do roku 2020 snížit až o 20 % (v případě mezinárodní dohody o 30 %).
Za účelem dosažení cíle ochrany klimatu se státy EU v roce 2003 v rámci Evropského programu pro změnu klimatu (ECCP) dohodly mimo jiné na zavedení přeshraničního obchodování s emisemi jako hlavního stavebního kamene politiky Evropské unie v oblasti klimatu.

### Právní základ
Evropským právním základem pro obchodování s emisemi je směrnice o obchodování s emisemi (směrnice 2003/87/ES) vydaná 13. října 2003. Tuto směrnici musely členské státy EU transponovat do svých vnitrostátních právních předpisů.

### Principy fungování
Evropský systém obchodování s emisemi ETS funguje na principu „cap & trade“ – omez a obchoduj. Na jedné straně je úroveň emisí skleníkových plynů omezena, na druhé straně lze s emisními povolenkami volně obchodovat. Cílem je vytvořit ekonomickou pobídku ke snižování emisí skleníkových plynů tam, kde je to nejúčinnější.
Systém je založen na jednotlivých výrobních závodech, což znamená, že každý z přibližně 11 000 závodů a elektráren, na které se v současné době vztahuje, je zahrnut jednotlivě, nikoliv celé podniky nebo země. Každé z těchto zařízení obdrží na určité období, tzv. obchodovací období, pevně stanovené množství emisních povolenek (EUA), které zohledňuje politicky stanovený cíl snížení emisí. Jedna EUA opravňuje držitele k vypouštění jedné tuny oxidu uhličitého (ekvivalent 0,27 tuny uhlíku) nebo srovnatelného množství skleníkových plynů se stejným potenciálem globálního oteplování.
Aby byl systém obchodování s emisemi zaveden pokud možno bez ekonomických deformací, byly emisní povolenky zpočátku přidělovány bezplatně. Pokud jsou emise oxidu uhličitého určité firmy nižší než přidělené emisní povolenky, například v důsledku vlastního snížení emisí, může firma prodat všechny nepotřebné povolenky na trhu. Případně může nakoupit další emisní povolenky, pokud by se ukázalo, že opatření ke snížení vlastních emisí by bylo dražší. V tomto případě jiný účastník trhu obdrží peníze (výměnou za emisní povolenku), aby na oplátku snížil emise skleníkových plynů. Tuna ušetřeného oxidu uhličitého (1 EUA) tak získá hodnotu, která je stanovena na trhu na základě nabídky a poptávky. Od roku 2009 do poloviny roku 2011 se cena pohybovala mezi 13 a 17 eury, do konce roku 2011 pak klesla na 7 eur. Do roku 2013 cena klesla pod 5 eur za tunu, a to navzdory útlumu jaderné energetiky v Německu.
Provozovatelé zařízení musí každý rok 30. dubna nahlásit povolenky na emise ve výši svých skutečných emisí za předchozí rok. Pokud společnost nemůže vykázat požadované množství povolenek, musí zaplatit pokutu 100 eur za každou chybějící EUA a také předložit dodatečnou povolenku. V první fázi 2005 až 2007 činila pokuta 40 eur.
Aby obchodování s emisemi fungovalo, musí být množství přidělených emisních povolenek nižší než plánované emise. Jedině tak lze vytvořit tlak na znečišťovatele, aby snížili své emise. Evropská unie proto plánuje v nadcházejících letech postupně snižovat počet dostupných emisních povolenek (a tím i samotné emise).

## Oblast působnosti
Evropské obchodování s emisemi se v současnosti vztahuje pouze na část všech emisí skleníkových plynů a znečišťovatelů. Od počátku jsou zahrnuty emise oxidu uhličitého z výroby elektřiny v tepelných elektrárnách o výkonu 20 MW a více a z pěti průmyslových odvětví:
- Tavení železa a oceli,
- koksovny, rafinerie a krakování,
- výroba cementu a vápna,
- sklářský, keramický a cihlářský průmysl a
- výroba papíru a celulózy.

V roce 2013 bylo obchodování s emisemi rozšířeno na další odvětví:[19]
- Chemický průmysl,
- neželezné kovy,
- ostatní spalování a
- průmysl zpracování nerostných surovin (kromě výroby cementu, vápna, skla a keramiky nyní také výroba sádry a minerálních vláken).

Tato průmyslová odvětví se na evropských emisích oxidu uhličitého podílejí přibližně 50 procenty a na celkových emisích skleníkových plynů zúčastněných zemí 40 procenty. Ostatní skleníkové plyny, jako je methan, nejsou zahrnuty. Kromě toho je vyloučeno odvětví dopravy (24,2 % emisí skleníkových plynů v roce 2007), soukromé domácnosti (včetně služeb 12,4 %), zemědělství (8,6 %) a ostatní průmyslová odvětví a živnosti. Pro většinu těchto odvětví je v rozhodnutí o sdílení zátěže z roku 2009 stanoveno diferencované snížení národních emisí.
S objemem emisí ve výši dvou miliard tun CO2 pokrývá systém ETS přibližně osm procent všech celosvětových emisí CO2. Od roku 2013 jsou do něj zahrnuty také oxid dusný a perfluorované uhlovodíky (fluorované uhlovodíky) a od roku 2012 se obchodování s emisemi účastní také letectví.

### Obchodní a technický postup
Přestože se hovoří o emisních povolenkách EU, tyto povolenky neexistují jako dokumenty v papírové podobě. Obchodování probíhá v čistě elektronickém systému a uskutečňuje se prostřednictvím burz, makléřů nebo mimoburzovně, tj. přímo mezi účastníky. Účastníci trhu, kteří chtějí nakupovat nebo prodávat emisní povolenky, si musí otevřít elektronický účet, jehož prostřednictvím se transakce zpracovávají.
Existuje několik trhů s emisními povolenkami, například Evropská burza pro klima (ECX) v Londýně, Evropská energetická burza (EEX) v Lipsku nebo Energetická burza Rakouska (EXAA) ve Vídni. V Lipsku slouží jako referenční cena emisních povolenek uhlíkový index EEX, zkráceně Carbix. Carbix je spotová tržní cena, která se určuje aukcí každý burzovní obchodní den v 11.00 hodin. Výsledek aukce je obvykle oznámen o deset minut později na domovské stránce EEX. Globální obchodní platformu nabízí transatlantická burzovní společnost NYSE Euronext se svou environmentální burzou BlueNext.V roce 2005 bylo zobchodováno nejméně 362 milionů certifikátů (tun CO2) v hodnotě přibližně 7,2 miliardy eur. V roce 2006 vzrostl objem obchodů na jednu miliardu, v roce 2007 na 1,6 miliardy a v roce 2008 na téměř 3,1 miliardy certifikátů. Evropské obchodování se na celosvětovém obchodování s povolenkami podílelo přibližně 73 procenty, což v roce 2008 činilo 92,4 miliardy eur.
Povolenky na emise EU jsou omezeně kompatibilní s povolenkami Kjótského protokolu (jednotky přiděleného množství (AAU), jednotky snížení emisí (ERU) ze snížení emisí ve Společenství a certifikované snížení emisí (CER) z projektů CDM). Emisní práva z jiných zemí získaná v rámci mechanismu čistého rozvoje lze za určitých podmínek v omezené míře započítat do ETS (viz fáze II). Vedle ETS probíhá druhý obchod s emisními povolenkami: Podle Kjótského protokolu si země mohou své závazky ke snížení emisí vyměňovat dvoustranně.
Rozsah emisí z jednotlivých zařízení se obvykle určuje na základě evidence spalovaných zdrojů energie. Spálením jedné tuny uhlovodíků vzniknou necelé tři tuny oxidu uhličitého. Tato hodnota je u uhlí o něco vyšší než u ropy, která je zase vyšší než u zemního plynu.

### Národní alokační plány
Rozdělování povolenek upravují jednotlivé zúčastněné země v tzv. národních alokačních plánech (NAP). Skládají se ze dvou částí: Makroplán určuje, kolik emisních povolenek má být celkem vydáno zařízením v dané zemi. Stanovuje, kolik z úspor Kjótského protokolu má být dosaženo v sektoru ETS (výroba energie, rafinérie, výroba oceli atd.) a kolik v sektoru mimo ETS (domácnosti, ostatní průmyslová odvětví, doprava, zemědělství atd.). Evropská komise jej přezkoumává z hlediska dosažitelnosti kjótských cílů. Například Německo žádalo pro druhou fázi o 482 milionů povolenek ročně, ale Komise tento počet snížila na 453 milionů.
Druhá část NAP, mikroplán, určuje rozdělení povolenek jednotlivým zařízením. Všechny státy dosud postupovaly především podle principu grandfatheringu. Zařízení proto dostávají bezplatné povolenky úměrně svým minulým emisím. V některých zemích se malá část povolenek prodává také v aukcích. Kromě toho mají mnohé NAP zvláštní předpisy, které odměňují podniky, které již přijaly opatření ke snížení emisí před zavedením obchodování s emisemi (včasná opatření). Další výjimky existují například v Německu pro kombinovanou výrobu tepla a elektřiny a pro odstavení jaderných elektráren. Německé průmyslové závody obdržely ve druhé fázi své počáteční povolenky zcela zdarma, ale výrobci elektřiny obdrželi pouze 91,2 %. Zbývajících 8,8 % prodala na burze státem vlastněná KfW Bankengruppe. Měsíčně se tak vygenerovalo přibližně 80 milionů eur. Mikroplán rovněž zkoumá Komise, zejména s ohledem na rovné zacházení s domácími a zahraničními společnostmi a na soulad s právem EU v oblasti hospodářské soutěže.
Z ekonomického hlediska bylo s emisními povolenkami na trh uvedeno nové nedostatkové zboží, které lze použít jako výrobní faktor při výrobě výrobků nebo dále prodávat na trhu. Pokud jsou certifikáty použity k výrobě produktů, výrobce obvykle zohlední jejich tržní ceny při výpočtu jako náklady ušlé příležitosti. I v případě, že je cíl ochrany klimatu dosažen pouhým omezením emisí, je stanovení cen ze systematického hlediska obchodování s emisemi žádoucí, neboť výsledné signály nedostatku pro spotřebitele posilují řídicí efekt ve smyslu efektivního provádění obchodování s emisemi. Míra, do jaké může výrobce skutečně přenést náklady spojené s obchodováním s emisemi na zákazníka, závisí na příslušné situaci na trhu. Když bylo v roce 2005 v EU zavedeno obchodování s emisemi, cena elektřiny se během pouhých dvanácti měsíců zvýšila o 22 EUR/MWh. Současně byla zaznamenána velmi vysoká korelace mezi cenou certifikátu a cenou elektřiny. Vzhledem k tomu, že velká část emisních certifikátů byla přidělena zdarma, přinesl tento vývoj cen německým výrobcům elektřiny tzv. zisky z tržní situace (neočekávané zisky), které podle odhadu Svazu průmyslové energetiky v roce 2005 činily pět miliard eur. Podle empirických pozorování se podíl nákladů ušlé příležitosti přenesených na spotřebitele v první fázi pohyboval mezi 60 a 100 % v závislosti na stavu, struktuře trhu, elasticitě poptávky a cenové situaci.